# Эз-Зарраа
Эз-Зарраа (араб. الزراعة‎) — деревня на северо-западе Иордании, расположенная на территории мухафазы Аджлун. Входит в состав района Аджлун.

## Географическое положение
Деревня находится в южной части мухафазы, в гористой местности, к востоку от реки Иордан, к северу от реки Эз-Зарка, на расстоянии приблизительно 24 километров (по прямой) к северо-западу от столицы страны Аммана. Абсолютная высота — 565 метров над уровнем моря.

## Население
По данным официальной переписи 2015 года численность население составляла 325 человек (159 мужчин и 166 женщин). В деревне насчитывалось 65 домохозяйств.
Динамика численности населения Эз-Зарраа по годам:
| 1994 | 2015 |
| ---- | ---- |
| 250  | 325  |

## Транспорт
Ближайший аэропорт расположен в городе Амман.